# Élections constituantes de 1946 dans les Deux-Sèvres
Les élections constituantes françaises de 1946 se tiennent le 2 juin. Ce sont les deuxièmes élections constituantes, après le rejet du projet de Constitution française du 19 avril 1946 lors du référendum du 5 mai.

## Mode de scrutin
L'assemblée constituante est composée de 586 sièges pourvus au scrutin proportionnel plurinominal suivant la règle de la plus forte moyenne dans chaque département, sans panachage ni vote préférentiel.
Dans le département de la Deux-Sèvres, quatre députés sont à élire.

## Élus
| Député sortant         | Parti | Parti | Député élu ou réélu    | Parti | Parti |
| ---------------------- | ----- | ----- | ---------------------- | ----- | ----- |
| Émile Bèche            |       | SFIO  | Émile Bèche            |       | SFIO  |
| Émile Poirault         |       | SFIO  | Gabriel Citerne        |       | PCF   |
| André-François Mercier |       | MRP   | André-François Mercier |       | MRP   |
| Clovis Macouin         |       | PRL   | Clovis Macouin         |       | PRL   |

## Résultats

### Résultats à l'échelle du département
| Parti    | Parti                                          | Tête de liste          | Résultats | Résultats | Sièges |  |
| Parti    | Parti                                          | Tête de liste          | Voix      | %         |        |  |
| -------- | ---------------------------------------------- | ---------------------- | --------- | --------- | ------ |  |
|          | Mouvement républicain populaire                | André-François Mercier | 48 271    | 30,80     | 1      |  |
|          | Section française de l'Internationale ouvrière | Émile Bèche            | 35 364    | 22,56     | 1 1    |  |
|          | Parti républicain de la liberté                | Clovis Macouin         | 30 154    | 19,24     | 1      |  |
|          | Parti communiste français                      | Gabriel Citerne        | 24 479    | 15,62     | 1 1    |  |
|          | Rassemblement des gauches républicaines        | Camille Hélène         | 18 477    | 11,79     | -      |  |
|          |                                                |                        |           |           |        |  |
| Inscrits | Inscrits                                       | Inscrits               | 201 160   | 100,00    | 4      |  |
| Votants  | Votants                                        | Votants                | 159 516   | 79,30     |        |  |
| Exprimés | Exprimés                                       | Exprimés               | 156 745   | 98,26     |        |  |